# Karzer

Würzburger Karzer um 1828

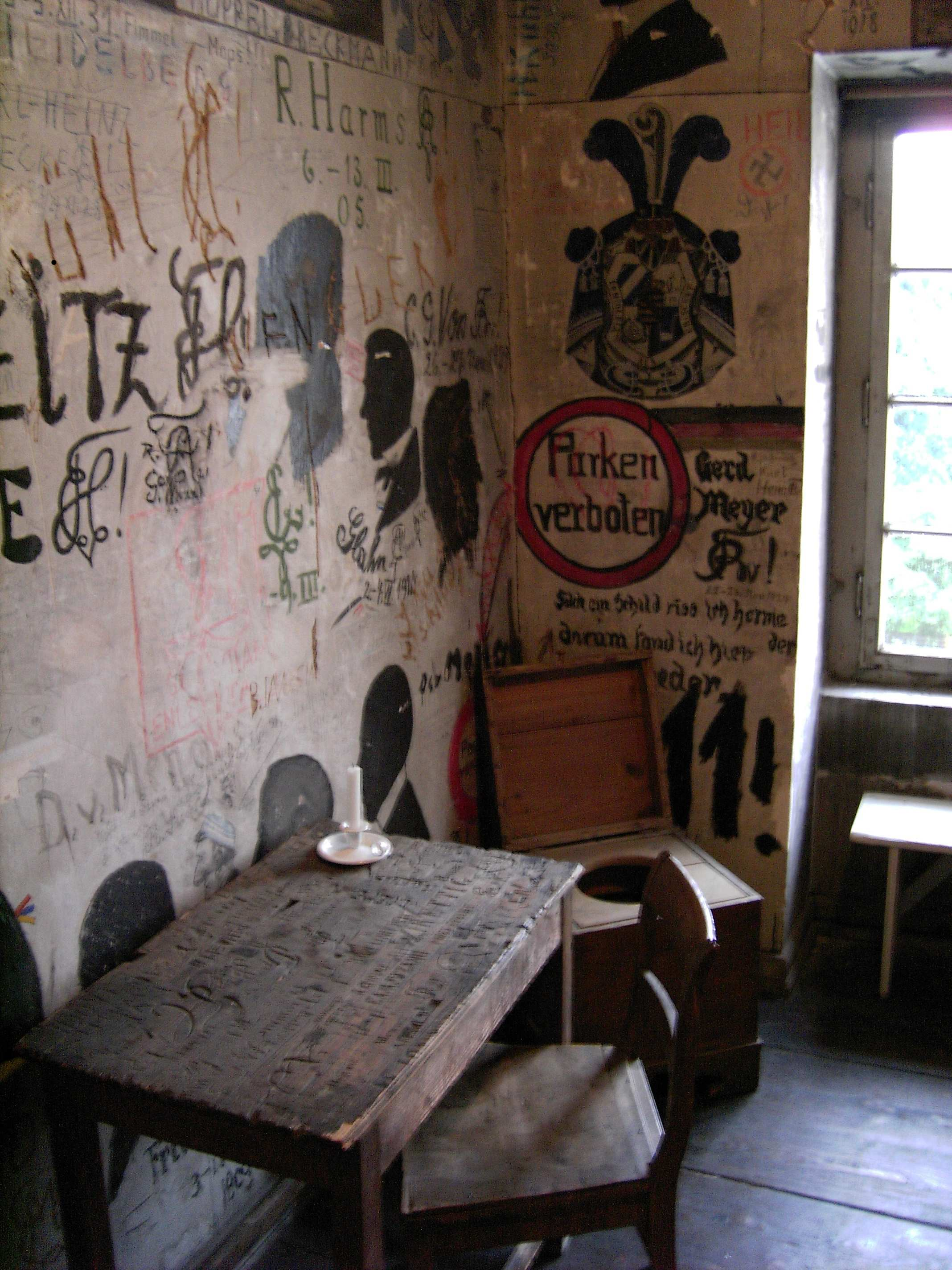
Studentenkarzer (Göttingen)

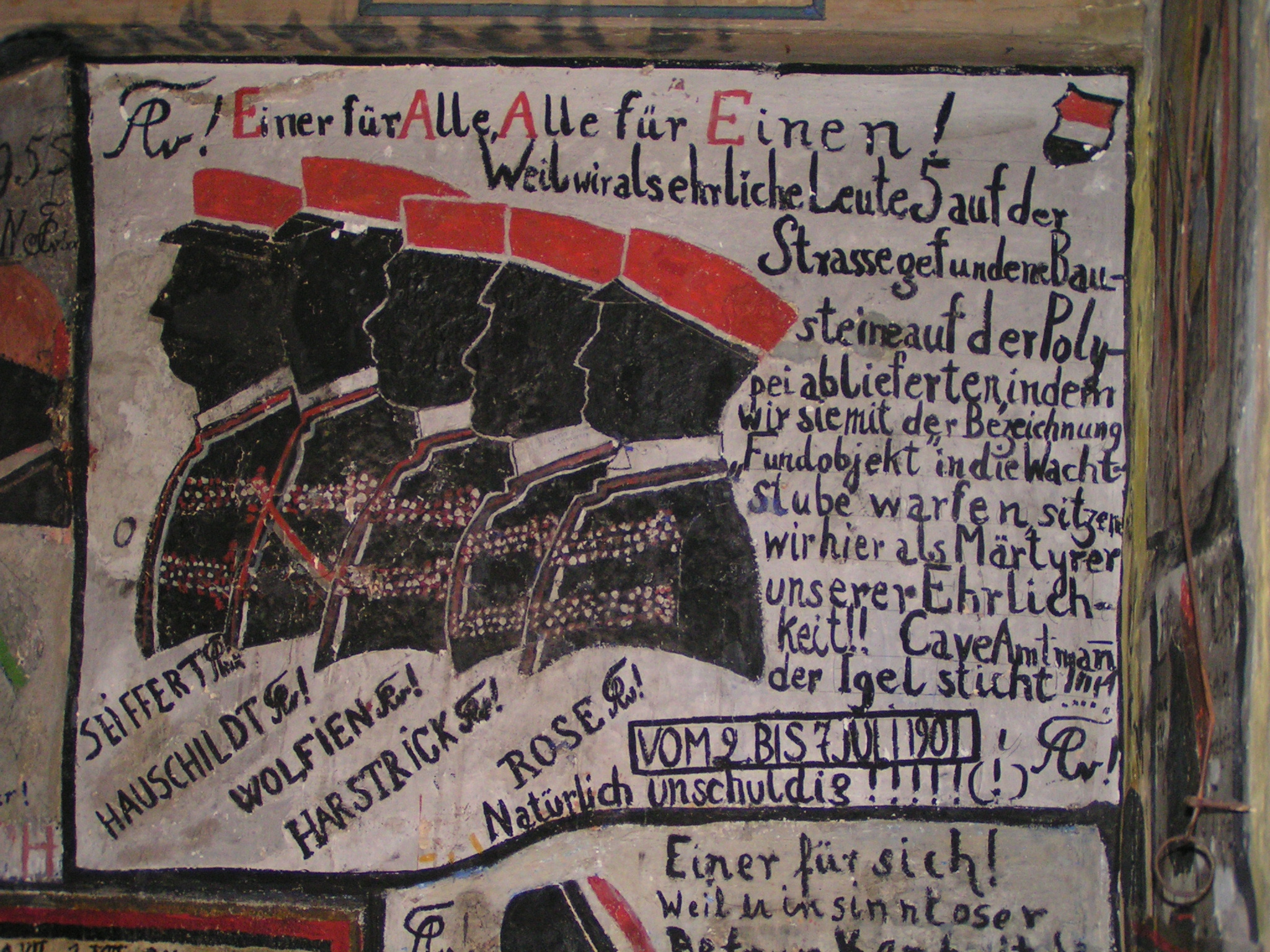
Heidelberger Karzer: Wandmalereien dokumentieren den studentischen Zeitgeist

Der (bis ins 19. Jahrhundert auch das) Karzer (lat. carcer ‚Umfriedung, Kerker‘) war bis ins frühe 20. Jahrhundert eine Arrestzelle in Universitäten und Schulen.
Der Begriff wurde auch für Arrestzellen in den sowjetischen Kriegsgefangenenlagern verwendet (карцер).

## Die besondere Rechtsstellung der Universitätsangehörigen
Der Karzer ist der wohl folkloristischste Teil, der zum Bereich der akademischen Gerichtsbarkeit zu rechnen ist. Vor allem Schilderungen aus dem 19. Jahrhundert und die farbenfrohe Ausgestaltung der Karzerräume tragen dazu bei, dass er heute nur noch als amüsante Disziplinarstrafe wahrgenommen wird. Doch diese Wahrnehmung greift zu kurz und betrifft nur die Endphase, vor allem die Zeit nach Abschaffung aller Sondergerichte im Deutschen Reich durch das Gerichtsverfassungsgesetz von 1879.
Das Universitätsarchiv Leipzig führt eine umfangreiche Datenbank zu den Insassen des Karzers.

## Die „pädagogische“ Freiheitsentziehung
Noch im 20. Jahrhundert war die Festsetzung (Haftverbüßung) von Studenten durch ihre Universität und von Gymnasiasten durch ihre Schule zulässig. Die meisten deutschen Universitätskarzer wurden in den Jahren um 1910 bis 1914 aufgelöst. Karzerhaft war an einigen Universitäten noch bis in die frühen 1930er Jahre zugelassen und wurde dann in den Disziplinarvorschriften aus der Zeit des Nationalsozialismus offiziell und reichsweit nicht mehr erwähnt. An Schulen lebt der Karzer aber noch in der pädagogischen Maßnahme des Nachsitzens fort. Die Universitäts- bzw. Schulkarzer wurden in der Universität vom Pedellen bzw. vom Profos oder Karzerwärter bewacht.

## Die Verwässerung des „Erziehungsinstruments“
Während die Karzerstrafe in der Frühzeit der akademischen Gerichtsbarkeit noch ein Strafinstrument war, das als schwerer Eingriff in die persönliche Freiheit der Studenten verstanden wurde, sank besonders im Laufe des 19. Jahrhunderts der Respekt vor dieser Einrichtung rapide. Es galt als Ehrensache für einen Studenten, während seiner Studentenzeit wenigstens einmal eine Karzerstrafe abgesessen zu haben. Dieses Ereignis wurde dann auch gebührend begangen, wie die wenig besinnlichen Wand-, Tisch- und Türmalereien belegen, die noch heute als museale Touristenattraktion in den Universitätsstädten gezeigt werden. Es war Bestandteil des „Ehrenkodex“ zwischen Pedellen und Einsitzendem, dass nur die auf frischer Tat ertappten Verzierungen des Karzers geahndet und beseitigt wurden. Also lag die hohe Kunst darin, beim Verlassen des Karzers so abzulenken, dass die neuen Verzierungen vom Pedell nicht bemerkt wurden, damit verblieben sie der Nachwelt erhalten. Andererseits oblag den Pedellen auch die Verpflegung der Einsitzenden auf deren Rechnung und erbrachte somit erhebliche Nebeneinkünfte.
Da sich die Studenten im Karzer in der Regel selbst verpflegen mussten und auch Besuch empfangen durften, war es ein Leichtes, die „Strafe“ zu einem gesellschaftlichen Ereignis mit exzessivem Alkoholkonsum werden zu lassen, was in Quellen des 19. Jahrhunderts immer wieder berichtet wird.

## Noch erhaltene Karzer in Deutschland
Die noch erhaltenen Karzer in Deutschland sind Kulturdenkmale und stehen sämtlich unter Denkmalschutz. Im Einzelnen befinden sich in folgenden (ehemaligen) Universitätsstädten noch Karzer, die zumeist, manchmal nur nach vorheriger Anmeldung, als Studentenmuseum jederzeit besichtigt werden können.

### Altdorf
Ehemalige Universität Altdorf (in Altdorf bei Nürnberg): Der bekannteste Insasse des Karzers soll Wallenstein während seiner Studienzeit in Altdorf (1599/1600) gewesen sein. Friedrich Schiller hat diesem Ereignis ein Denkmal gesetzt („Wallensteins Lager“, Siebenter Auftritt):
ERSTER JÄGER: Ja, er fing’s klein an und ist jetzt so groß.
Denn zu Altdorf im Studentenkragen,
Trieb er’s, mit Permiß zu sagen,
Ein wenig locker und purschikos,
Hätte seinen Famulus bald erschlagen.
Wollten ihn drauf die Nürnberger Herren
Mir nichts, dir nichts ins Karzer sperren;
’s war just ein neugebautes Nest,
Der erste Bewohner sollt’ es taufen.
Aber wie fängt er’s an? Er läßt
Weislich den Pudel voran erst laufen.
Nach dem Hunde nennt sich’s bis diesen Tag;
Ein rechter Kerl sich dran spiegeln mag.
Unter des Herrn großen Taten allen
Hat mir das Stückchen besonders gefallen.
Der Altdorfer Karzer führte den Namen Hundeloch.

### Bonn
Auch die 1818 gegründete Rheinische Friedrich-Wilhelms Universität besaß einen Karzer. Der heute bekannteste Insasse ist sicherlich Karl Marx, der hier die Nacht vom 16. auf den 17. Juni 1836 wegen „nächtlichen Lärmens“ verbrachte.

### Erlangen
Erhalten ist der Karzer der Friedrich-Alexander-Universität Erlangen-Nürnberg in Erlangen aus der Zeit 1828 bis 1897 im 2. Stock des ehemaligen Wasserturms in der Apfelstraße 12, wo in einem der Räume auch noch die typischen Wandmalereien zu sehen sind. Zuvor befand sich der Karzer der Universität von 1743 bis 1745 im Turm der Sophienkirche in der Hauptstraße 14, dann im Dachgeschoss des alten Universitätsgebäudes in der Hauptstraße 18 (nach seinem ersten Insassen „Neumaiers Burg“ genannt), schließlich bis zum Umzug in den Wasserturm 1828 im Dachgeschoss des Redoutenhauses. Ab 1839 nutzte man den am Rande des Schlossgartens befindlichen Wasserturm als Karzer. Dieser bekam 1870 durch das Abtragen der obersten Stockwerke sein heutiges Aussehen. Zuletzt war der Karzer ab 1897 bis 1913 in der Mansarde des „Alten Kollegienhauses“ am Schlossgarten 3, heute Geologisches Institut, untergebracht. 1913 schaffte die Universität die Karzerstrafe ab.

### Freiberg
Der historische Arrestraum für Studenten der Bergakademie Freiberg in Freiberg befindet sich im Dachgeschoss des Rektoratsgebäudes Akademiestraße 6 und ist der einzig erhaltene Karzer an einer deutschen Technischen Hochschule bzw. Technischen Universität. Er wurde 1843 von den Professoren der Bergakademie nach Absprache mit der Landesuniversität in Leipzig eingerichtet und dokumentiert mit seinen zahlreichen Wandmalereien und Inschriften studentisches Alltagsleben dieser Zeit. Zwischen 1851 und 1872 sind im Karzerbuch 48 Fälle vermerkt, in denen Studenten in diesem Raum eine Arreststrafe verbüßen mussten. Über diese entschied eine „bergakademische Disziplinarbehörde“, welche Verstöße gegen die guten Sitten, Sachbeschädigungen, das Schwänzen von Lehrveranstaltungen und Ruhestörung mit bis zu 14 Tagen Arrest bestrafen durfte. Essen und Trinken mussten von den Insassen selbst bezahlt werden.
Der Karzer besitzt nur ein kleines Fenster zum Hof, welches bei Belegung verschlossen wurde. Die karge Einrichtung, die dem Originalzustand nachempfunden ist, besteht aus einem Bett mit Strohsack, einem Tisch, zwei Stühlen, einer Waschschüssel und einem runden, gusseisernen Ofen. Obwohl das Bemalen der Wände verboten war, sind an den Wänden zahlreiche Zeichnungen, Ranken, Symbole der örtlichen Studentenverbindungen und Sprüche zu sehen. Aus konservatorischen Gründen ist der Karzer nicht öffentlich zugänglich.

### Freiburg im Breisgau

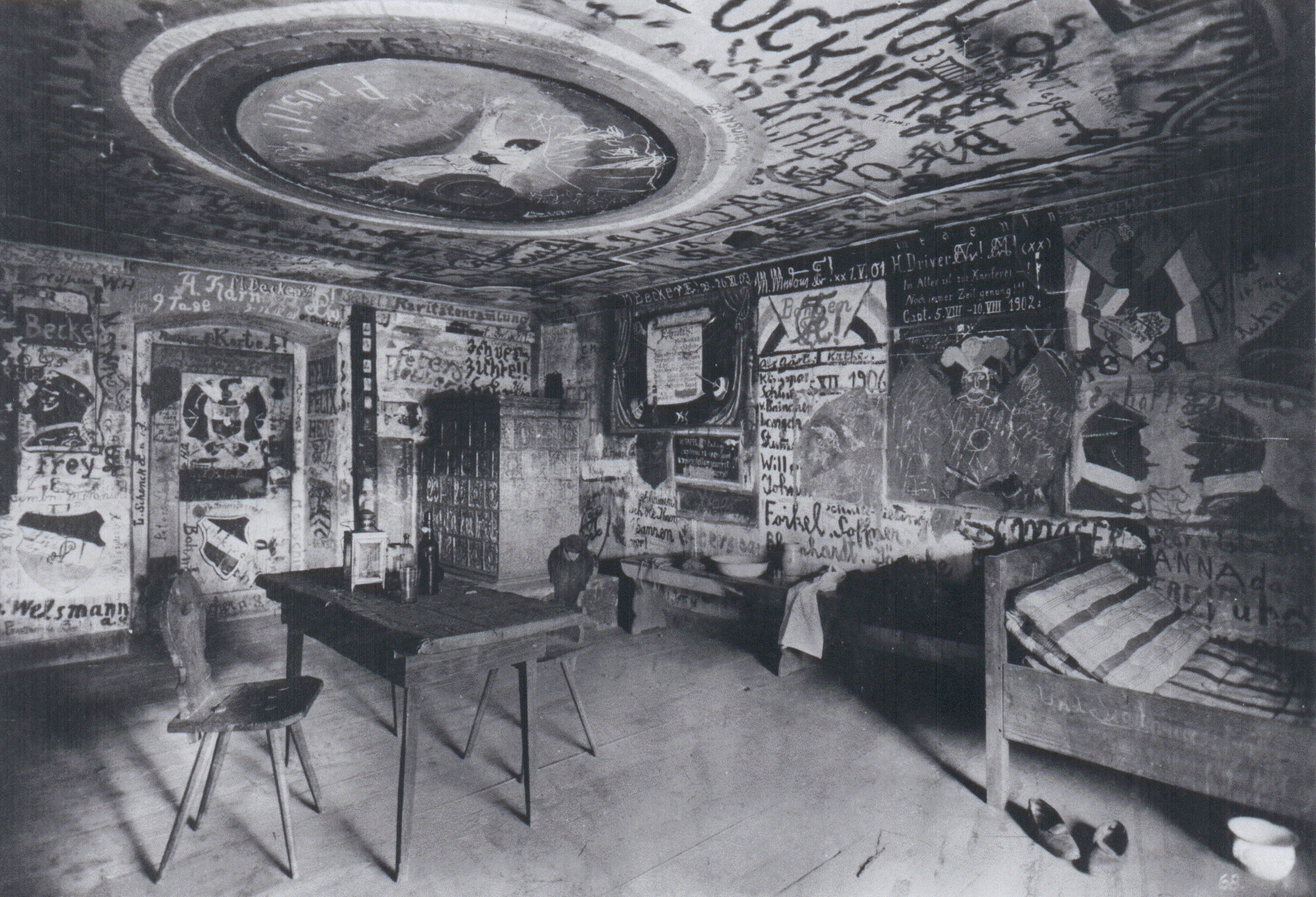
Freiburger Karzer

Karzer der Albert-Ludwigs-Universität.

Couleurstudentische Anekdoten des Walter Stegmüller

Postkarte zur Immatrikulation des 3000sten Studenten in Freiburg

Lokale Bekanntheit in der Freiburger Studentenschaft erlangte der Medizinstudent Walter Stegmüller. Stegmüller war Freiburger Hercyne und schrieb sich zufällig als dreitausendster Student an der Albert-Ludwigs-Universität ein, worauf er durch einen Festumzug (6. Juli 1911) geehrt wurde, an dem er auf einem rosengeschmückten Wagen durch die Stadt gefahren und von dem Rektor mit einer goldenen Uhr bedacht wurde (siehe Postkarte zu der Festveranstaltung). Als der neue Winterkarzer der Universität fertiggestellt wurde, war es wiederum Walter Stegmüller, dem die Ehre zuteilwurde, dort als erster Delinquent eine Karzerstrafe (22. November 1911) abzusitzen, die bereits am 25. November verbüßt war. Da ihm zum zweiten Mal innerhalb kurzer Zeit durch Zufall große Aufmerksamkeit zuteilwurde, bekam er von der Studentenschaft den Titel „König Zufall“ verliehen, den er auch in einem Gedicht (hier auszugsweise zitiert) an der Wand des Karzers thematisierte:
„Nun ist es Herbst Es braust der Sturm

Jetzt um den stillen Karzerturm

Mein Schicksal war’s auf Erden

der erste drin zu werden.“ (Walter Stegmüller: ).
Ein tragisches Ende nahm die Studentenlaufbahn des zu dieser Zeit wohl bekanntesten Freiburger Studenten dann 1915, als Walter Stegmüller bei einer Feier auf dem Verbindungshaus die Treppe hinunterstürzte und anschließend seinen Verletzungen erlag.

### Freising
Im 18. Jahrhundert befand sich im Fürstbischöflichen Lyceum von Freising im 3. Stock des Osttraktes ein Karzer. Erhaltene Graffiti, die Ende der 1990er Jahre entdeckt wurden, dokumentieren seine Existenz.

### Gießen
Zwei Jahre nach Gründung der Universität Gießen wurde 1609 ein eigener Anbau neben dem Hauptportal des der Universität geschenkten Zeughauses am Brandplatz errichtet. Der noch heute erhaltene Karzerbau gilt als erste Baumaßnahme der Universität und wurde bis 1879 genutzt.

### Göttingen
Der Karzer der Georg-August-Universität Göttingen wurde im 19. Jahrhundert wegen der Erweiterung der Universitätsbibliothek unter das Dach der Aula am Wilhelmsplatz verlegt, samt einer Zellentür des alten Karzers und dem darauf befindlichen Graffito Bismarcks, die sich inzwischen allerdings in Bismarcks letzter Göttinger Studentenwohnung, dem Bismarckhäuschen, befindet.
In den 1820er Jahren, als sich Heinrich Heine in Göttingen aufhielt, war ein Pedell namens Brühbach für den Betrieb des Karzers zuständig, der sich aber offensichtlich keines großen Respekts seitens der Studenten erfreute. So berichtet Heine in seiner Harzreise von folgender Begebenheit:

### Greifswald

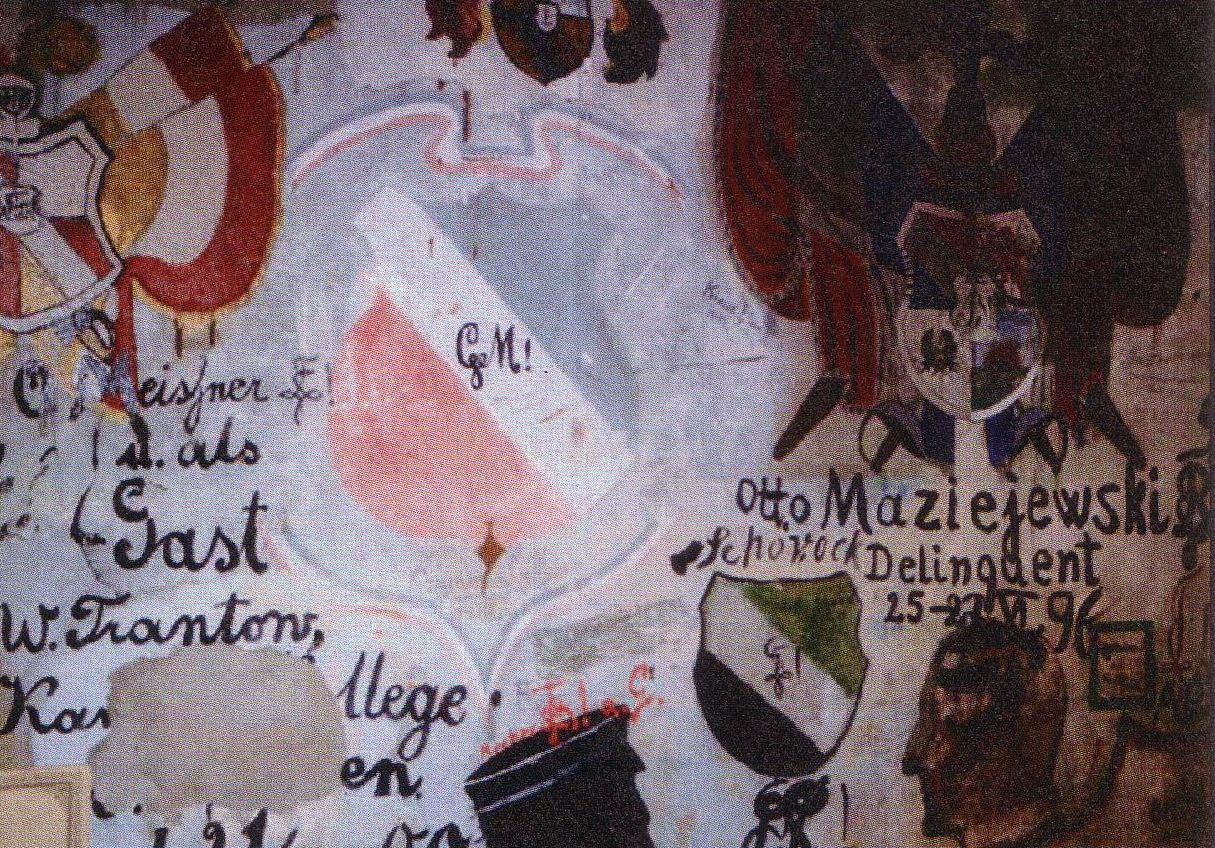
Corps Masovia (1893)

An der Universität Greifswald befindet sich im Auditorium maximum (Rubenowstr. 3) ein Karzer. Es finden regelmäßig Führungen durch die Kustodie der Universität statt. Der Karzer diente auch schon als Motiv für Biergläser und weitere Souvenirs, besonders im Rahmen des 550-jährigen Jubiläums der Gründung der Universität Greifswald im Jahre 2006.
Der Universitätsrichter Konrad Gesterding erließ Anfang der 1880er Jahre eine neue Karzerordnung.

### Heidelberg
Mark Twain berichtet in seiner Reisebeschreibung Bummel durch Europa auch über den Karzer der Ruprecht-Karls-Universität Heidelberg.

### Jena
Der Karzer der Friedrich-Schiller-Universität Jena wurde von 1548 bis 1908 benutzt und umfasste bis zu neun Karzerräume. Im Karzer sind Graffiti des Schweizer Karikaturisten Martin Disteli zu sehen, der 1822 beim Besuch von inkarzerierten Freunden hier tätig war.

### Marburg
Der heute noch im Obergeschoss der sog. Alten Universität der Philipps-Universität Marburg existierende Karzerraum hat für die eigentliche akademische Gerichtsbarkeit keine Bedeutung mehr erlangt. Das Gebäude wurde erst 1879 fertiggestellt. Zu diesem Zeitpunkt war bereits das Gerichtsverfassungsgesetz vom 1. Oktober 1879 in Kraft getreten und damit die Gerichtsbarkeit zur ausschließlichen Zuständigkeit des Staates erklärt worden. Der heutige Marburger Karzer fand somit nur bei Disziplinarstrafen, gelegentlich und auf Antrag auch bei kürzeren (bis zu 14 Tagen) Amtsgerichtsstrafen, Verwendung. In diesem Sinne saßen in diesem Raum und in einem auf gleichem Flur befindlichen „Nebenkarzer“ zwischen 1879 und 1931 ca. 230 Studenten (nach Bickert/Nail 2013, S. 38) ein; Studentinnen waren nicht darunter. Die Insassen hinterließen ihre Spuren nicht nur durch Wanddekorationen, mit denen sie vor allem die Zugehörigkeit zu verschiedenen studentischen Verbindungen manifestierten, sondern auch in den vom jeweiligen Karzerwärter geführten „Gästebüchern“ sowie in einer vom Universitätsgericht geführten Strafliste; letztere sind alle im Marburger Universitätsarchiv einsehbar. Aus diesen Quellen wissen wir auch, dass es vor 1879 mehrere Vorgängerräume des heute noch existierenden Karzers gegeben hat, z. B. vorübergehend in der oberen Etage des sogenannten „Reithauses“ (Ecke Barfüßerstr./Am Plan) und zuvor vier Räume mit den Namen „Sanssouci“, „Avecsouci“, „Friedrichsruhe“ und „Bellevue“ in dem ehemaligen Dominikanerkloster, das ab 1872/73 dem Universitätsneubau, der heutigen „Alten Universität“, weichen musste. Die Philipps-Universität Marburg, gegründet 1527, erhielt mit dem Freiheitsbrief des Landgrafen Philipp des Großmütigen von 1529 die einfache Gerichtsbarkeit verliehen, während der Landesherr sich die höhere Gerichtsbarkeit selbst vorbehielt. Die Übergänge waren fließend und boten Raum für zahlreiche Auseinandersetzungen.
Prominenter Delinquent war 1737 Michail Lomonossow, dem sein Lehrer Christian Wolff durch Zahlung einer Ablöse (carcer redemption) von drei Reichstalern die vorgesehene – zwei Tage – Karzer-Haft erspart hatte. In den 1850er Jahren machte der Chemiker Johann Peter Grieß wiederholt Bekanntschaft mit dem Marburger Universitätsgefängnis.

### Tübingen

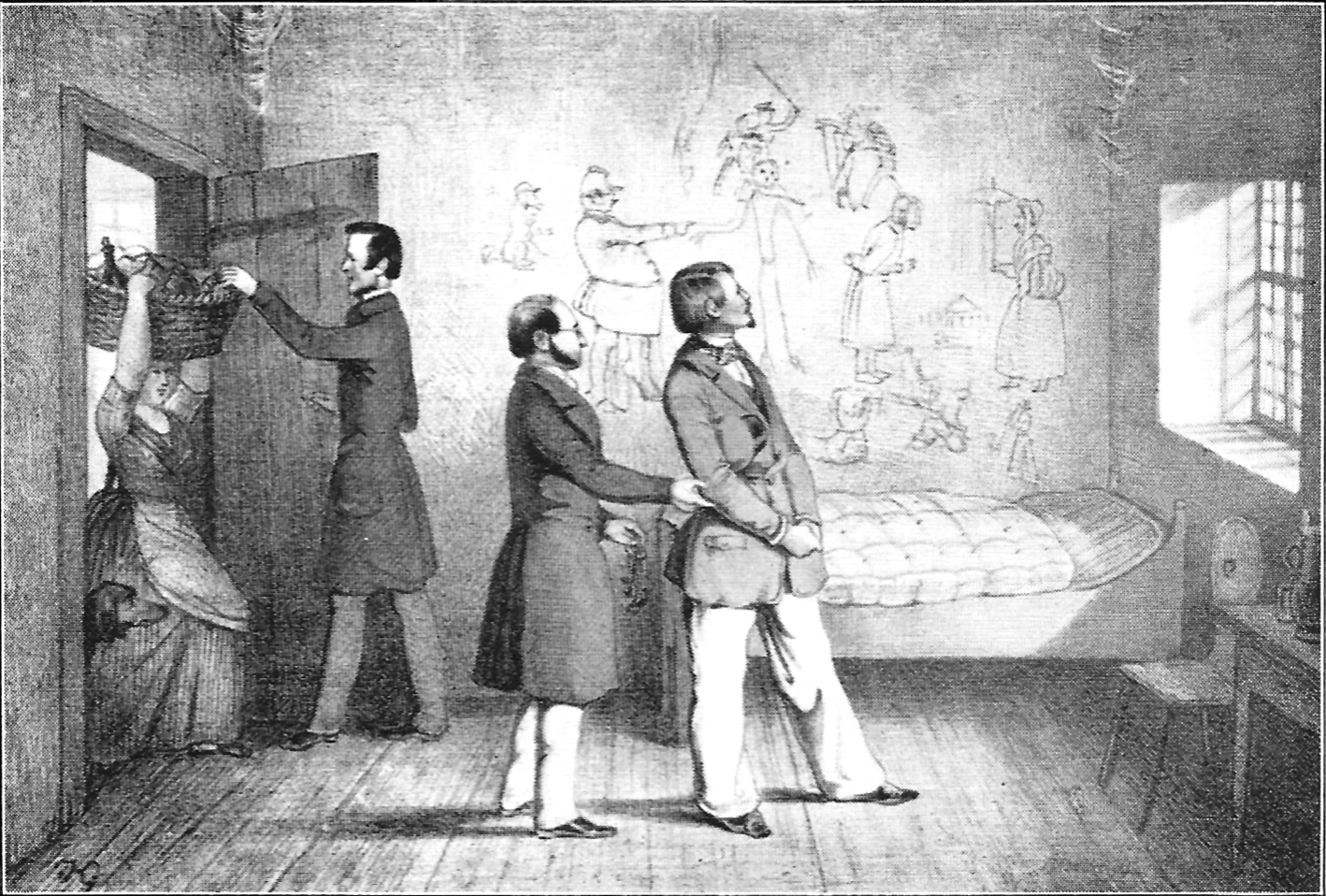
Neuer Karzer in Tübingen, im Dachstock der Alten Aula (Zeichnung von 1848)

In Tübingen gibt es den ältesten bis heute erhaltenen akademischen Karzer, der von 1515 bis 1845 benutzt wurde. 1736 wurde er von Johann Gottfried Schreiber mit ermahnenden Schwarz-Weiß-Malereien mit biblischen Szenen ausgemalt.
1845 errichtete man in der Alten Aula einen neuen Karzer, der aus drei Zimmern mit vergitterten Fenstern bestand. Der Aufenthalt dort war nach Berichten der Studenten „nicht schlecht“. Die Verpflegung bekam man von einer Wirtschaft. Auch ein Schoppen Wein oder eine Flasche Bier waren erlaubt. Die Pedelle drückten ein Auge zu, wenn mittags Freunde mit den mit Weinflaschen ausgestopften Mänteln zu Besuch kamen. Der ehrenswerte Payer, der bereits am Anfang des 19. Jahrhunderts Pedell war, erzählte abends den Sträflingen unter Tabaksdampf und Scherz von den früheren studentischen Sitten und Gebräuchen.

### Würzburg

Würzburger Universitätskarzer 1828, Aquarell vermutlich von Heinrich Ambros Eckerts, die Inhaftierten tragen das Couleur des Corps Bavaria Würzburg

Der Karzer der Julius-Maximilians-Universität Würzburg befand sich „im östlichen Flügel des Universitätsgebäudes und zwar im obersten (dritten) Stockwerke am südlichen Ende des Flügels; die Fenster gehen in den Hof.“
Um den Gerichtsdiener rufen zu können, war das Eichenfenster mit Drahtgitter mit einer kleinen Glocke bestückt. Das Zimmer war 6 Meter lang, 3,5 Meter breit und 3,2 Meter hoch. Es bot Platz für zwei Betten, zwei Tische und vier Stühle. Weiterhin waren ein Wasserkrug, zwei Trinkgläser, ein Feuerzeug und ein Handtuch Teil der Ausstattung des Karzers, welcher mithilfe eines Ofens beheizbar war. Dieser wärmte im Winter wohl nicht ausreichend, da sich nach den Inschriften an den Wänden einige Studenten über die Kälte beklagten.
Es existiert ein Aquarell aus um 1828 vermutlich von Heinrich Ambros Eckerts und zwei weitere Aquarelle vom 7. August 1894 des Kustos der akademischen Kunstsammlungen der Universität Würzburg (1887–1899) Albrecht Rabus. Die letzteren befinden sich im Martin-von-Wagner-Museum. In diesem Zuge führte dieser auch eine ausführliche Bestandsaufnahme der Gegenstände und des Raumes vor sowie der Wandbemalungen der Studenten.

## Außerhalb Deutschlands

### Tartu (Dorpat)
An der Universität Tartu (Dorpat) in Estland befindet sich ein historischer Karzer im Dachboden des Universitätshauptgebäudes. Er wurde durch einen Brand in den 1960er Jahren beschädigt. Die anschließende Restaurierung noch zu Sowjetzeiten hat nicht jedes zerstörte „Wandgemälde“ bzw. jede alte Inschrift retten können. Der Karzer kann besichtigt werden.

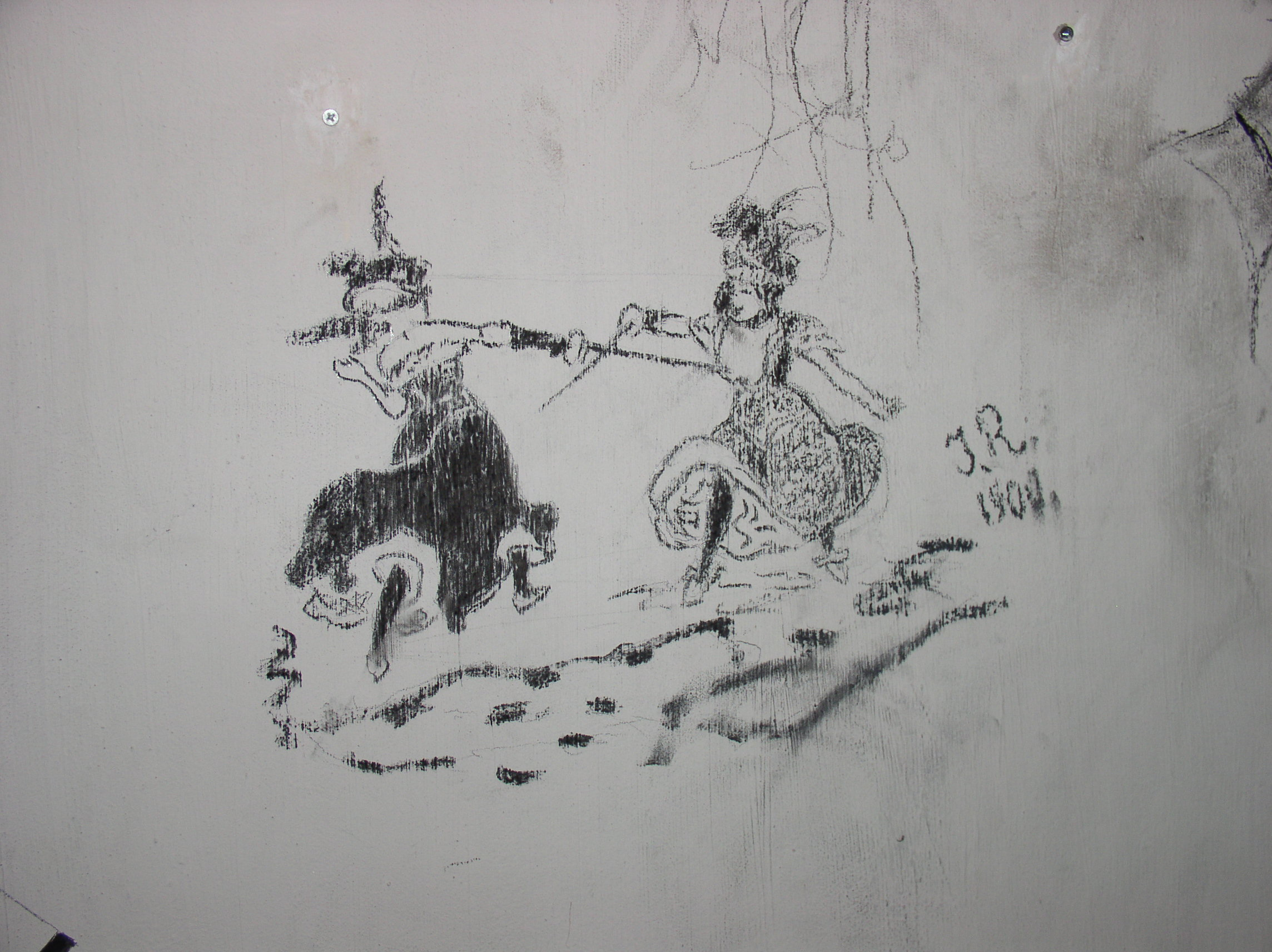
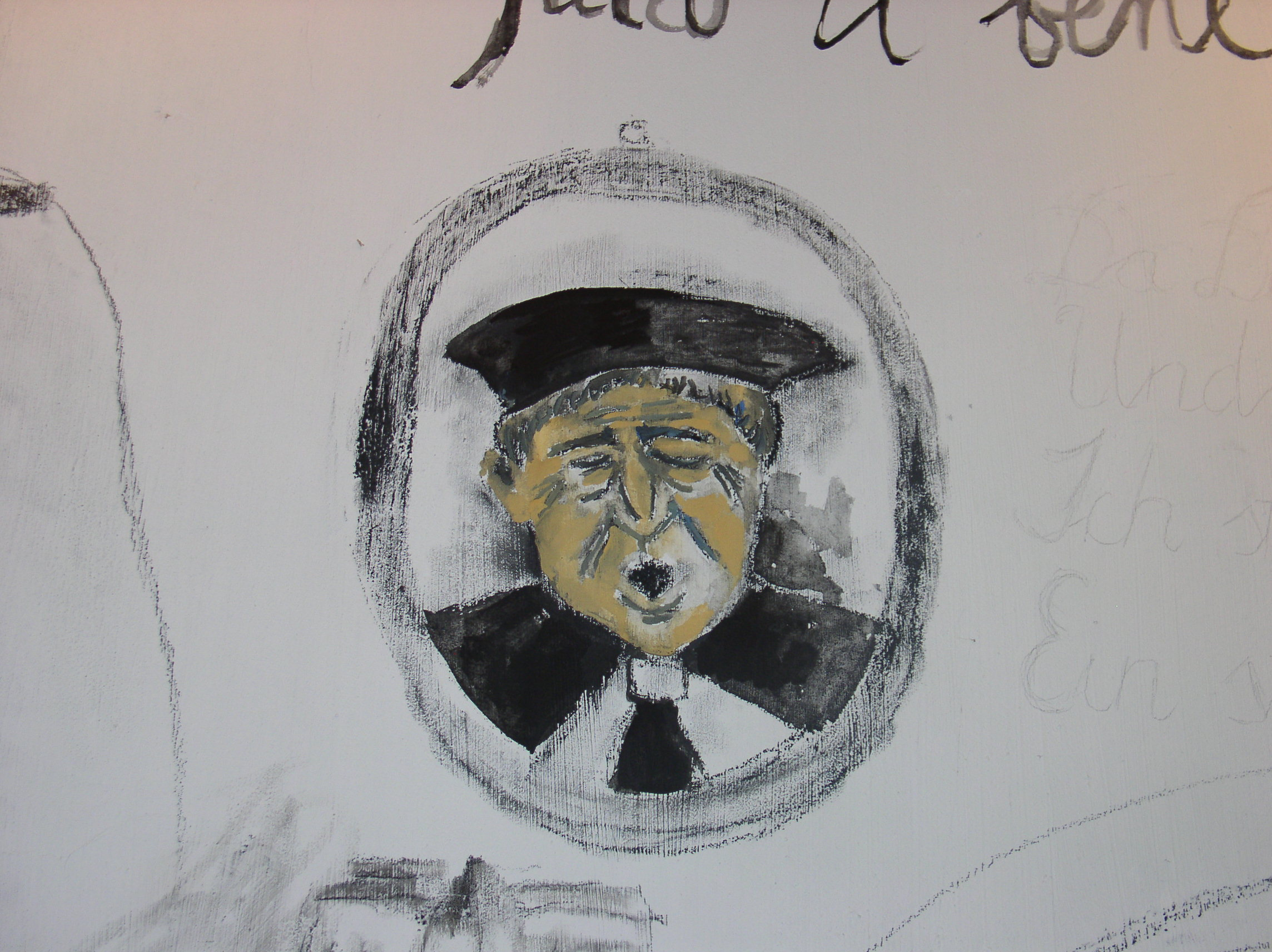
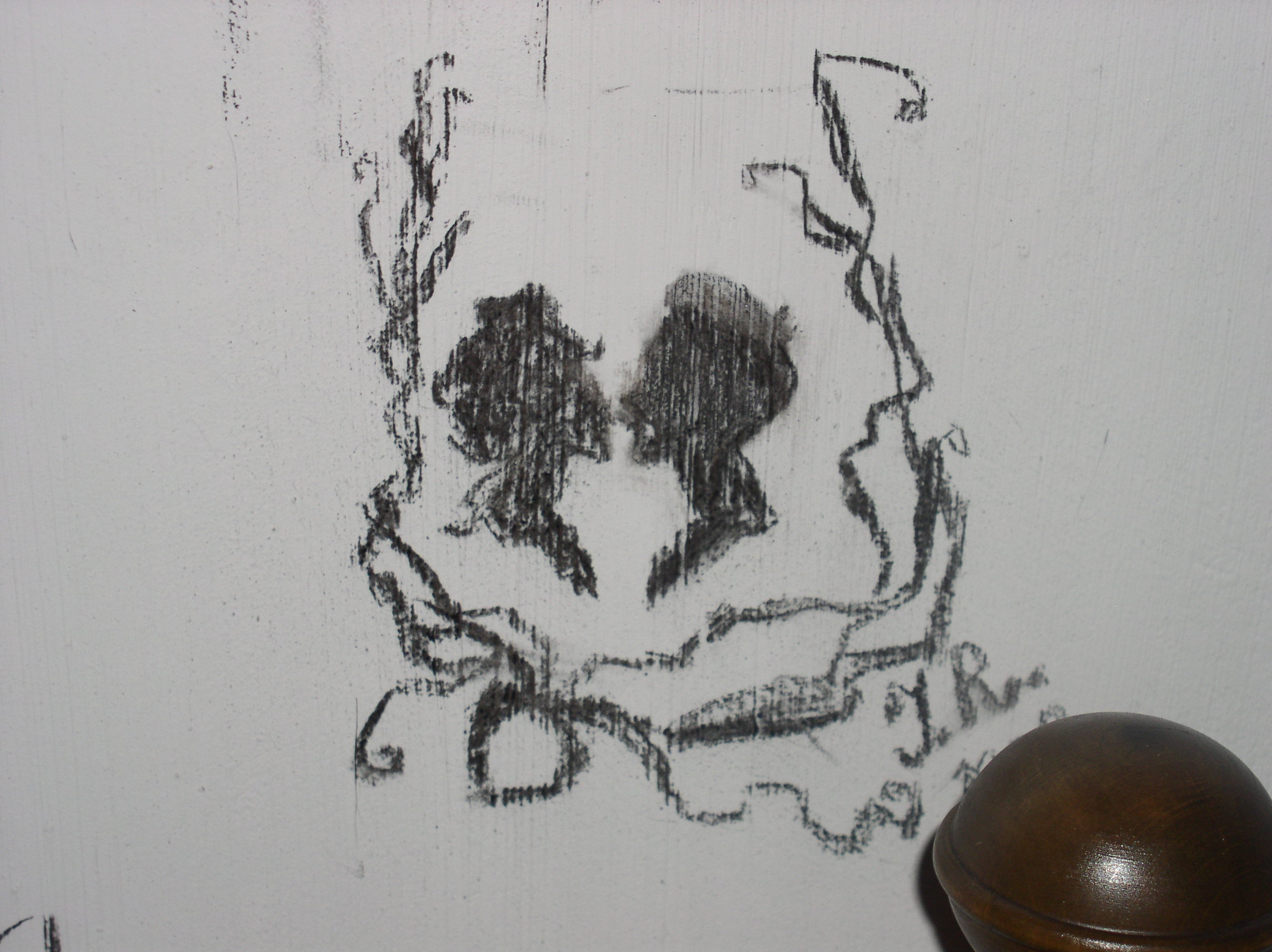
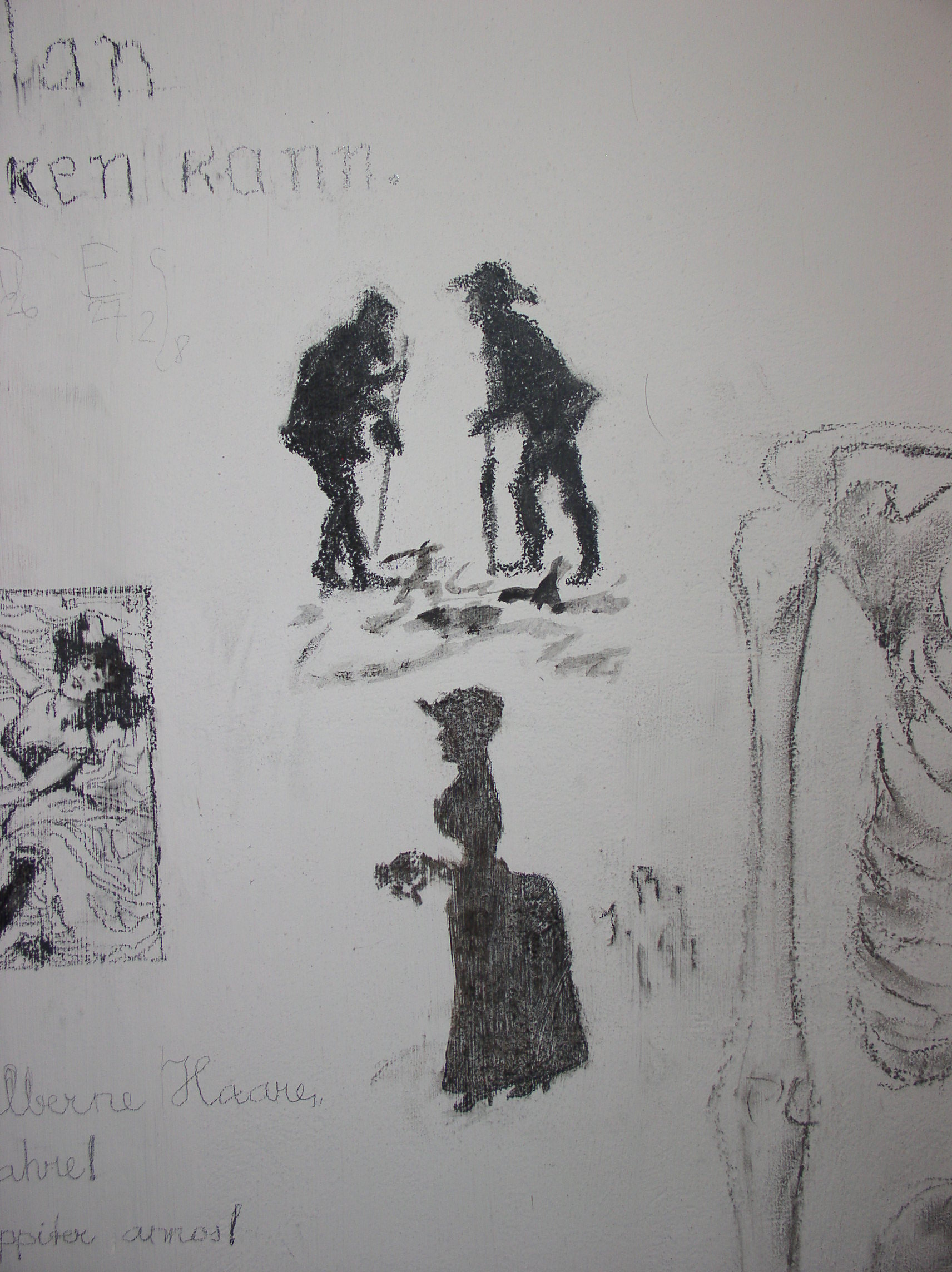
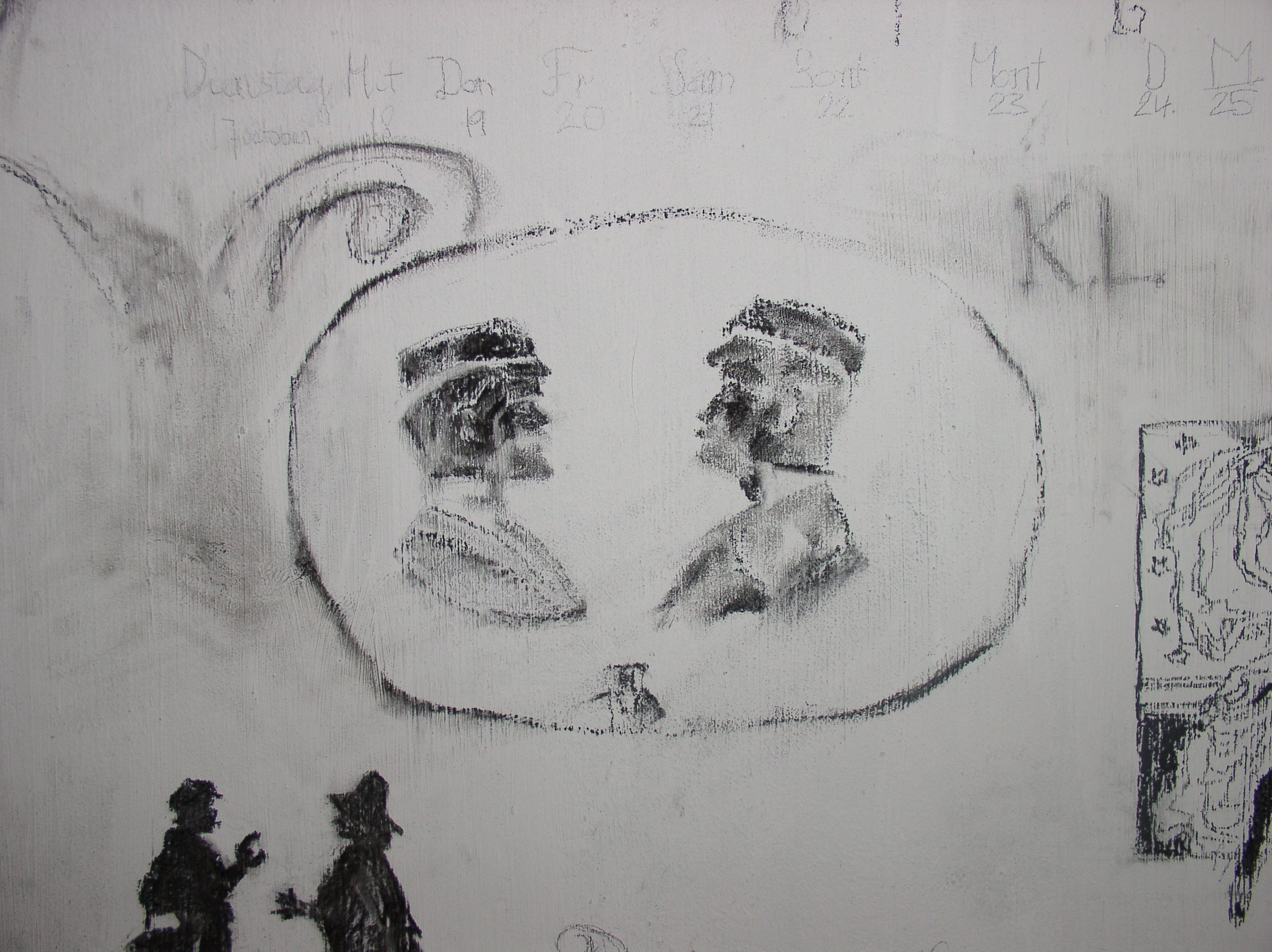
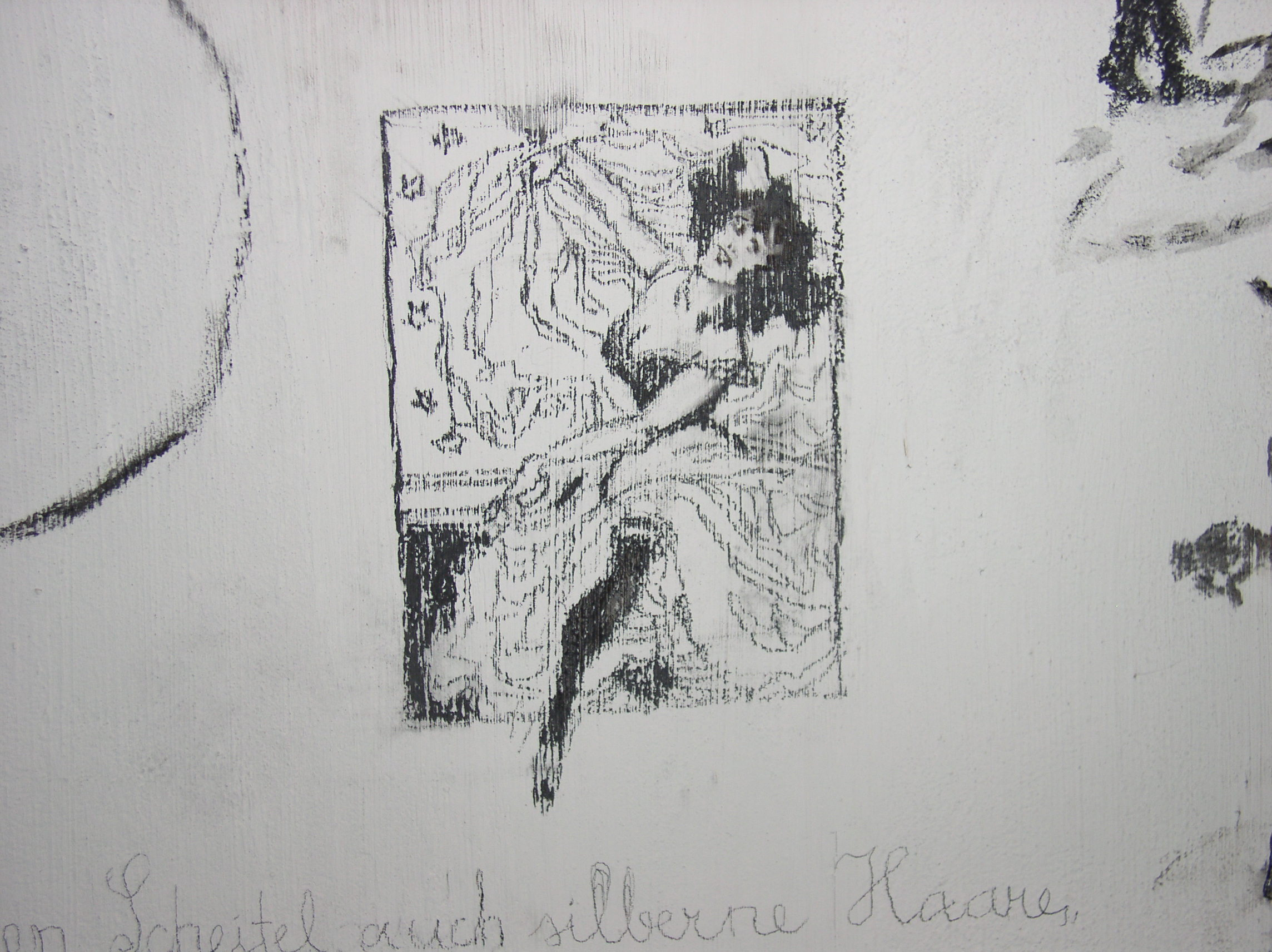

Wandzeichnungen im Karzer in Tartu

### Riga
Die Universität Lettlands in Riga:

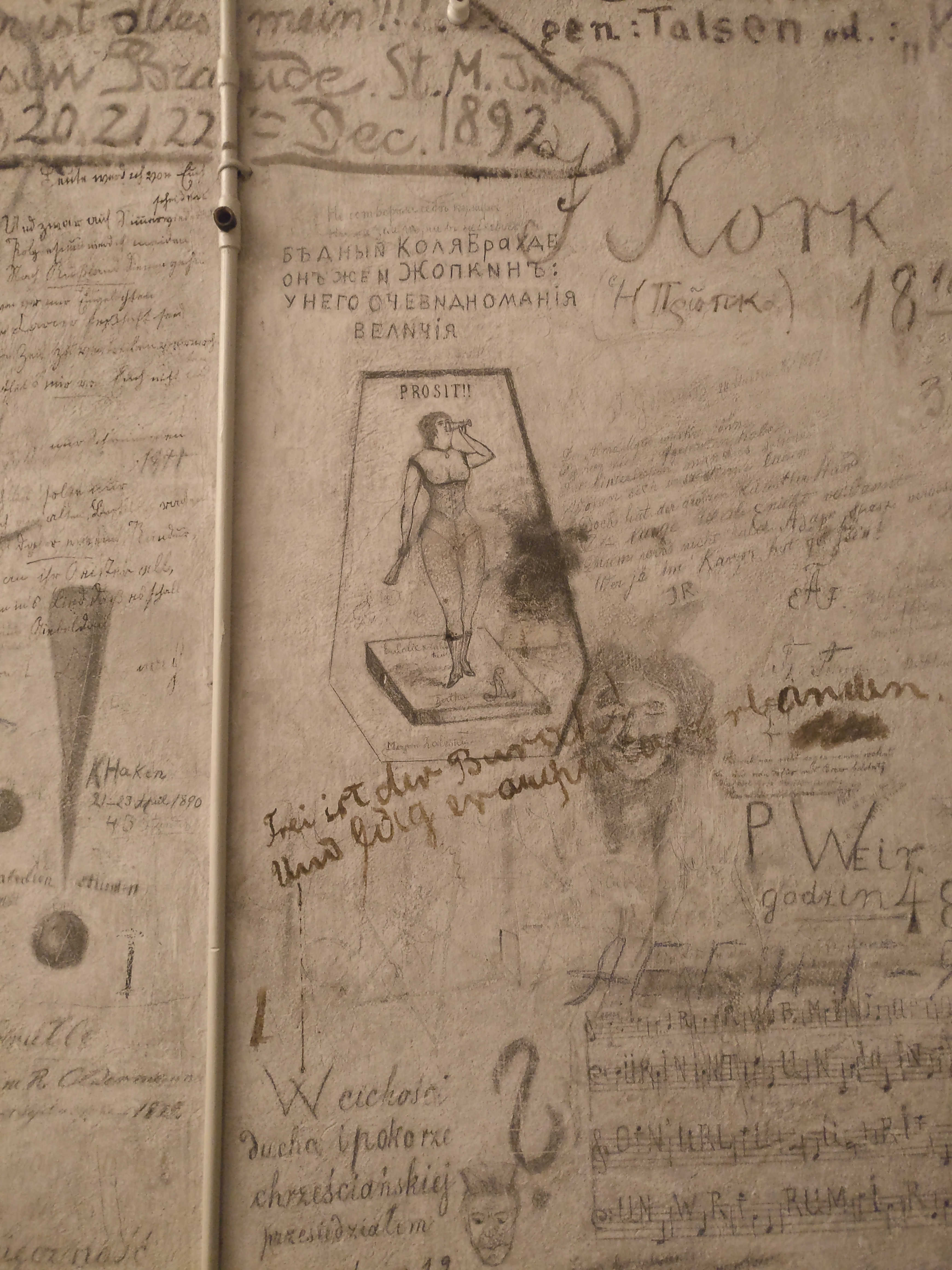
Karzer in Riga (zu sehen sind mehrere Sprachen)

Die aus dem 1862 gegründeten Rigaer Polytechnikum (mit deutscher Unterrichtssprache) hervorgegangene Technische Universität Riga besaß nach dem Vorbild deutscher Universitäten und der baltischen Nachbaruniversität Dorpat (Tartu) einen Karzer, der heutzutage als Museumsraum erhalten ist und besichtigt werden kann.

## Schulkarzer

### Ansbach
In einem der Untergeschosse des Turms des Gymnasiums Carolinum findet sich noch ein Karzer aus den 30er Jahren des 18. Jahrhunderts. Dieser ist allerdings nicht öffentlich zugänglich.

### Prenzlau
In der Oberschule „Carl-Friedrich-Grabow“ existiert im Haus A noch ein Karzer.
Schüler können sich dort aufhalten, wenn sie Freistunden haben, aus gesundheitlichen Gründen abgeholt werden müssen oder wegen Verspätung nicht mehr in den Unterricht hereingelassen werden.

### Zerbst

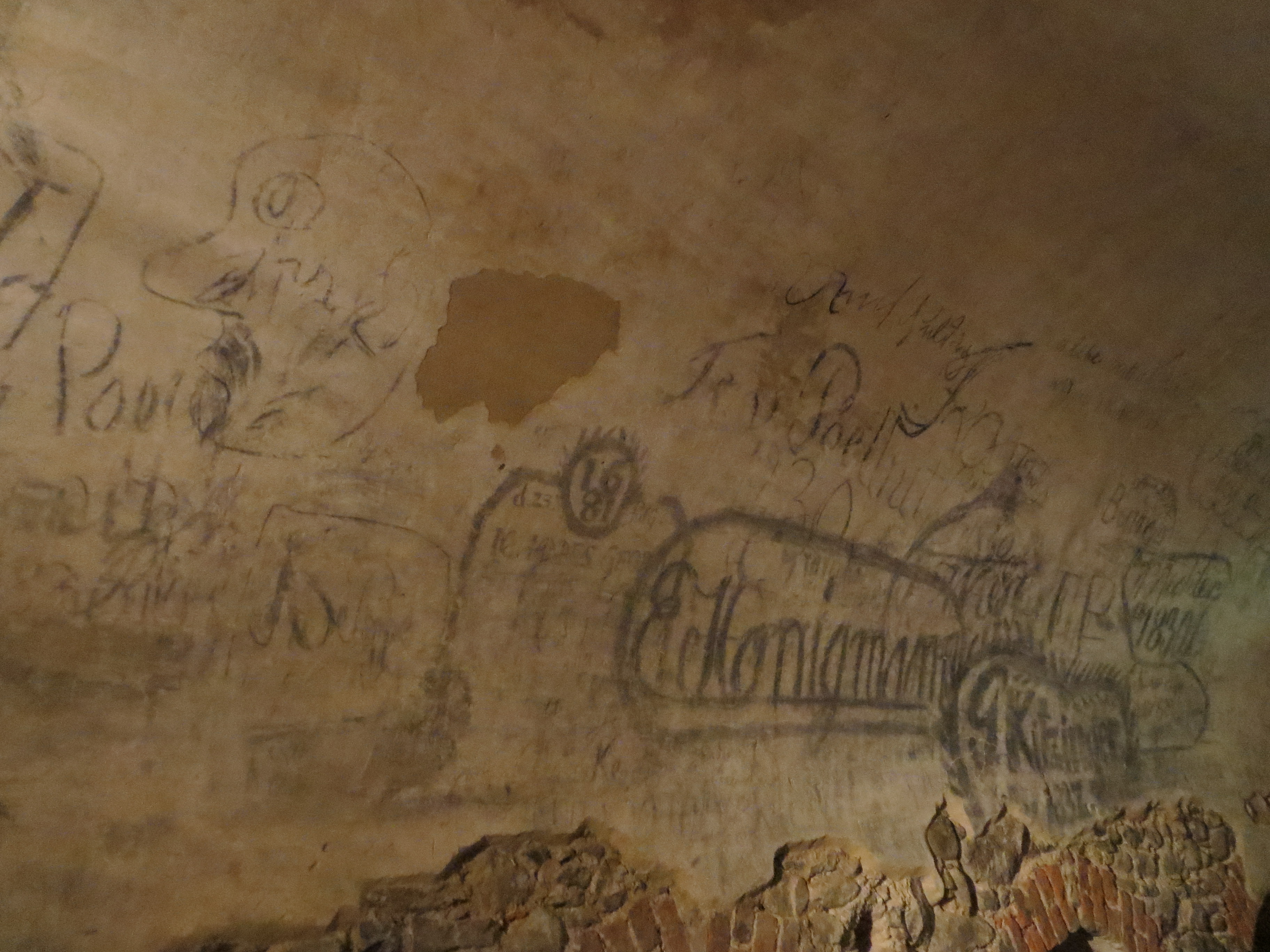
Karzer des Francisceums

Im Francisceum erinnern die Inschriften an den Wänden des Karzers an die Universitäts- und Schulzeit.